# Plagiomima brevirostris
Plagiomima brevirostris är en tvåvingeart som beskrevs av Henry J. Reinhard 1962. Plagiomima brevirostris ingår i släktet Plagiomima och familjen parasitflugor.
Artens utbredningsområde är Arizona. Inga underarter finns listade i Catalogue of Life.